# Попов, Генрих Павлович
Попов, Генрих Павлович (24 декабря 1931 года, Москва — 25 декабря 2017 года, Москва) — советский и российский востоковед, в 1973—1978 годах — директор Государственного музея Востока.

## Краткая биография
В 1954 году с отличием («красный диплом») окончил китайское отделение Московского института востоковедения, где также изучал бирманский язык. В 1954—1956 годах — внештатный корреспондент газеты «Московский комсомолец», в 1956—1957 годах — младший редактор журнала «Вопросы языкознания», в 1957—1958 годах — старший научно-технический сотрудник Института востоковедения СССР. В 1958—1963 годах — аспирант Института востоковедения (в 1958—1961 стажировка в Бирме). В 1963—1973 годах — младший научный сотрудник Института востоковедения. В 1972 году защитил кандидатскую диссертацию и получил звание кандидата филологический наук.
В 1973—1978 годах — директор Государственного музея Востока, в 1978—1992 годах — начальник управления изобразительного искусства министерства культуры СССР. В 1992 году — советник Государственного театра киноактёра, в 1992—1993 годах генеральный директор культурного управления АО «Российская художественно-промышленная биржа»..
В 1994—1996 годах — консультант аппарата Комитета по вопросам науки, культуры и образования Совета федерации, в 1996—2000 годах — советник аппарата комитета Государственной думы по культуре, в 2000—2002 — советник аппарата комитета Госдумы по культуре и туризму. После ухода на пенсию в 2002 году работал советником гендиректора Музея народов Востока, в 2005—2017 — ведущим научным сотрудником дирекции.
С 1968 был также преподавателем, а с 1976 по1984 год доцентом ИСАА МГУ им. М. В. Ломоносова.
ГПопов сыграл большую роль в формировании первой государственной коллекции Рерихов в музее Востока, уговорив в 1976 году вице-президента Музея Н. К. Рериха в Нью-Йорке Кэтрин Кемпбелл-Стиббе передать музею картины гималайского цикла Рериха и собрание декоративно-прикладного искусства, принадлежавшее ранее семье Рерихов (500 экспонатов).
Похоронен на Преображенском кладбище, в Москве, рядом с матерью — Шапкиной Антониной Васильевной (1908—1991), дядей — Шапкиным Владимиром Васильевичем (1910—1969) и братом — Шапкиным Генрихом Владимировичем (1937—2004).

## Награды
- Медаль «100 лет освобождения Болгарии от турецкого рабства» (1978)
- Орден «Знак Почёта» (1981)
- Знак МК СССР «За отличную работу» (организация выставки «Москва-Париж», 1982)
- Медаль «Ветеран труда» (1987)
- Звание «Заслуженный работник культуры РФ» (2007)
- Международная премия им. Николая Рериха в номинации «Сохранение культурных ценностей и миротворчество» (2009)[5]
- Почётная грамота Министерства культуры (2011)

## Основные труды
- Лауреат самой мирной премии на земле (Такин Кодо Хмайн) // Дорогой мира. М., 1962, с. 58—64.
- Пер. с бирм.: Тан Моу. Деревушка на дороге войны и др., с. 3—6; Об авторе, с. 391 // Восточный альманах. М., 1962.
- Бирманская литература. Краткий очерк. М.: Наука, 1967, 152 с.
- Предисл., с. 5—9; Коммент. // Теккадо Пхон Нанн. Мы не будем рабами. М,, 1970.
- Предисл. С. 5—9 // Джанечо Ма Малей. Две жизни. М., 1972.
- Такин Кодо Хмайн. Жизнь и творчество. М.: Наука, 1974, 240 с.
- Новая экспозиция ГМИНВ // Научно-исследовательская работа в художественных музеях. Ч. 1. М., 1975, с. 92—112.
- Ответствееность художественного музея как хранителя культурного наследия //Материалы Всесоюзной конференции музейных работников. Л., 2979, с. 9—21.
- Охрана мамятников истории и культуры // Советы народных депутатов, 1963, № 11, с. 99—104.
- Бирманская литература // История всемирной литературы. Т. 3. М., 1985, с. 611—614; Т.4. 1986, с. 453—455.
- У времени в плену // Автобиография. М., Эдитус, 2018.